# Алексеенко, Олег Вячеславович
Олег Вячеславович Алексеенко (латыш. Oļegs Aleksejenko; 12 июня 1961) — советский и латвийский футболист, защитник и полузащитник. Выступал за сборную Латвии. Мастер спорта СССР (1983).

## Биография
Воспитанник Рижской футбольной школы, тренер — Криш Майситайс. Взрослую карьеру начал в 1979 году в рижской «Даугаве» во второй лиге СССР. Следующий сезон провёл в чемпионате Латвии среди КФК в составе рижского «Прогресса», стал серебряным призёром и вошёл в символическую сборную турнира. В 1981 году вернулся в «Даугаву», с которой стал победителем зонального и финального турниров второй лиги и на следующий год играл в первой лиге.
В 1983 году перешёл в состав действующего чемпиона СССР «Динамо» (Минск). Дебютный матч в высшей лиге сыграл 8 апреля 1983 года против тбилисского «Динамо», отыграв все 90 минут. В следующих матчах чаще выходил на замены, а к концу августа окончательно потерял место в составе клуба. Всего в 1983 году провёл 18 матчей в высшей лиге и стал со своим клубом бронзовым призёром чемпионата СССР.
В 1988 году снова вернулся в «Даугаву» и выступал за неё следующие пять сезонов. В 1989 году играл за другой клуб первой лиги — «Факел» (Воронеж), а рижский клуб в его отсутствие вылетел во вторую лигу. В 1990 году футболист играл за «Даугаву» во второй лиге и стал серебряным призёром зонального турнира, а первую часть следующего сезона провёл в команде, переименованной в «Пардаугаву», в первой лиге, однако она не доиграла сезон. Всего за карьеру сыграл более 250 матчей за «Даугаву». Во второй части сезона игрок выступал за РАФ (Елгава) во второй низшей лиге.
После распада СССР играл за РАФ в высшей лиге Латвии, стал серебряным призёром чемпионата страны 1992 года и был признан лучшим полузащитником. В 1993 году играл третьем дивизионе Швеции за «Гимо». В 1994 году в составе рижской «Олимпии» стал обладателем Кубка Латвии, забив один из голов в финальном матче. Затем несколько лет выступал за клубы Гонконга. Бронзовый призёр чемпионата Гонконга 1996/97 в составе «Голд Клаб». В конце карьеры провёл один матч в высшей лиге Латвии за «ФК Полиции».
Стал первым капитаном сборной Латвии после восстановления независимости, провёл 13 матчей в 1992—1993 годах и во всех выходил с капитанской повязкой. Первый матч сыграл 8 апреля 1992 года против Румынии. Стал автором одного гола за сборную — 11 ноября 1992 года в ворота Албании.

## Достижения
- Бронзовый призёр чемпионата СССР: 1983
- Серебряный призёр чемпионата Латвии: 1992
- Обладатель Кубка Латвии: 1994
- Бронзовый призёр чемпионата Гонконга: 1996/97